# Східне Ізмайлово
Східне Ізмайлово (рос. Восточное Измайлово) – район у Східному адміністративному окрузі міста Москва, Російська Федерація. Частина історичного району Ізмайлово.

## Історія
Назва району східне Ізмайлово пов’язана з селом Ізмайлово, яке вперше згадується в 1571 році. З 1654 року Ізмайлово стало заміською резиденцією царя Олексія Михайловича. Згодом Петро І тут заклав «потішні фортеці», на території району збереглись залишки кільцевих земляних укріплень, які залишились від давньої фортеці, їх називають Петровські вали.
З 1935 року Східне Ізмайлово увійшло до складу Москви. З 1942 по 1959 рік в Східному Ізмайлово знаходився військовий аеродром. Кам’яне будівництво розпочалось лише після ІІ Світової війни, а у 1970-ті роки почалось багатоповерхове будівництво.

## Символіка
Район Східне Ізмайлово має гербову емблему та прапор  які були затверджені в липні 2001 року. 